# Бурсо (замок)
Замок Бурсо (фр. Château de Boursault) — неоренессансный замок в Бурсо, департамент Марна, северо-восточная Франция. Он был построен между 1843 и 1850 годами мадам Клико Понсарден, вдовой Клико (Veuve Cliquot), которая владела домом шампанского Вдова Клико. Он был продан её наследником семье Берри из Канады с 1913 по 1927 год и использовался в качестве военного госпиталя во время Первой и Второй мировых войн. Сегодня шампанское марки Château de Boursault производится из винограда, выращенного на виноградниках вокруг замка, и выдерживается в его погребах.

## История
Есть записи о сеньоре де Бурсо с XIV века, когда Роберт де Фландр, сеньор де Браньи, уступил землю Жоффруа де Наасту. Он был возвращён и передан дочери Роберта де Фландра, которая вышла замуж за Генриха IV, графа Бара (ок. 1315—1344).
В 1409 году кардинал Луи де Бар (ок. 1375—1430) получил Бурсо и другие владения от своего отца Роберта, герцога Бара (1344—1411).
Старая крепость-замок баронов Бурсо датируется XVI веком. Окрестности были покрыты виноградниками с того времени, за исключением одного столетия, когда они было лесистыми. К началу XIX века средневековый замок был очень обветшалым.
Нынешний замок Бурсо был построен мадам Клико Понсарден (1777—1866), основательницей дома Veuve Clicquot Champagne (Вдова Клико), в честь брака её внучки Марии Клементины де Шевинь с Луи де Мортемар-Рошешуар в 1839 году. Он заменил старый замок баронов Бурсо. Строительство началось в 1843 году и было завершено в 1850 году. Мадам Вдова Клико удалилась в замок в возрасте 64 лет и умерла там, когда ей было 89 лет.
Анн де Рошешуар де Мортемар (1847—1933), герцогиня Юзесская, унаследовала замок после смерти мадам Клико в 1866 году. Она была дочерью Марии Клементины и Луи. Герцогиня продала собственность в 1913 году. Замок использовался в качестве военного госпиталя во время Первой мировой войны (1914—1918) и снова во время Второй мировой войны (1939—1945). Парк был переделан под виноградники для производства шампанского.
Марка шампанского «Château de Boursault» продолжает производиться в замке и выдерживаться в его погребах. Это единственное шампанское с наименованием «шато» в Марне.

## Строительство

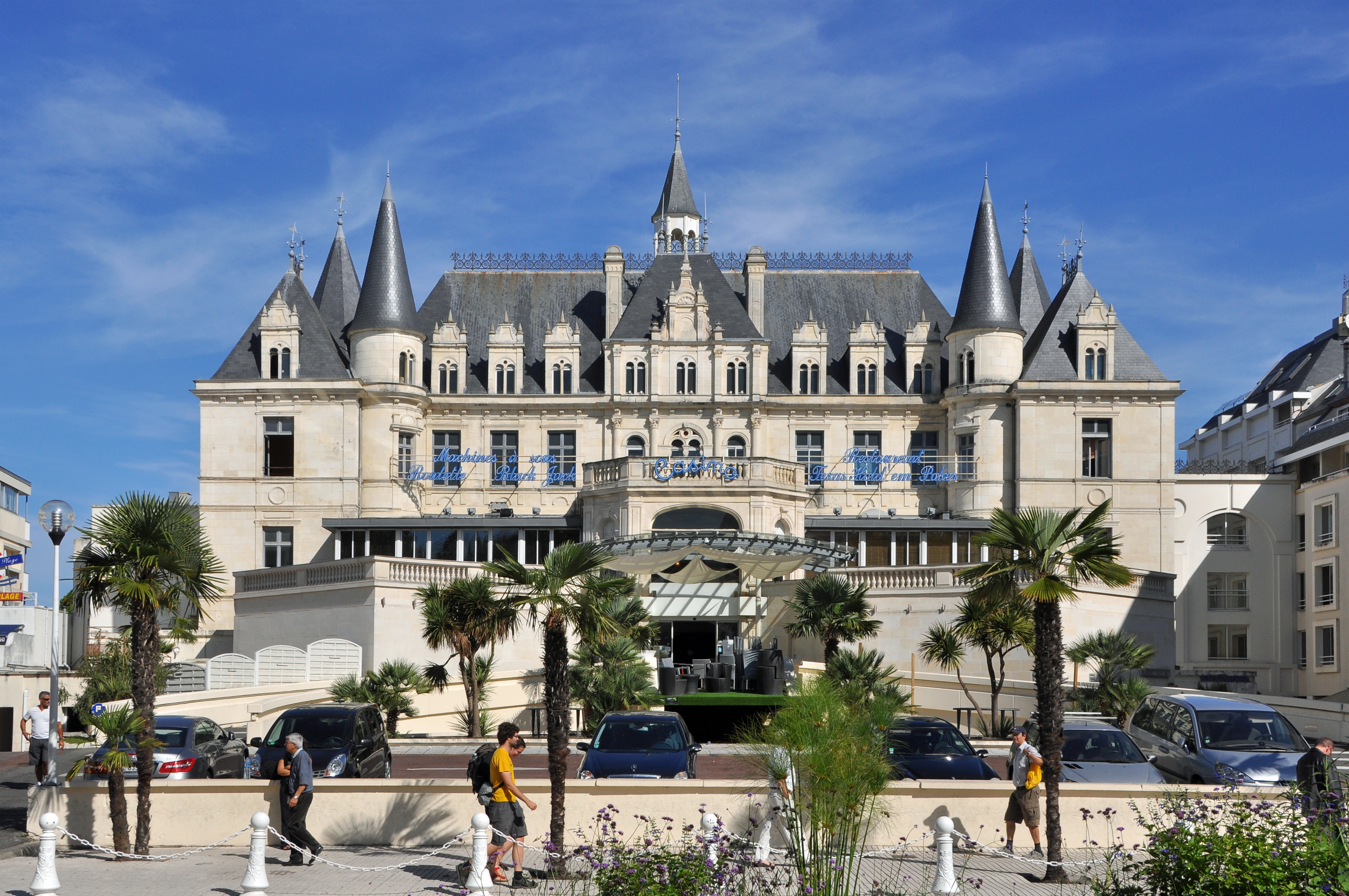
Казино Аркашона (на фото) является точной копией Замка де Бурсо.

Замок был построен архитектором Жаном-Жаком Арвеуф-Франскином (1802–1876). Он был расположен на лесистой вершине холма, засаженного виноградными лозами, и доминирует над окружающей сельской местностью и деревней Бурсо. Он был установлен в великолепном парке площадью 11 га.
Замок был спроектирован в стиле неоренессанса, чтобы использоваться для официальных приёмов. У него есть монументальная архитектура с высокой крышей и сильно украшенными окнами. Он напоминает Шато де Шамбор, но имеет гораздо больше каминов. В описании 1882 года сказано: «Эта красивая резиденция содержит всё богатство современного искусства и свидетельствует о щедрых и умных усилиях финансовых и промышленных князей по поддержанию национального вкуса на уровне его древних традиций».
Шато Деганн на набережной в Аркашоне был построен в 1853 году Адальбертом Деганом. Внешне это здание, в настоящее время Casino de la Plage, является точной копией Замка Бурсо.